# 링 (스즈키 고지의 소설)
《링》(リング)은 스즈키 고지(鈴木 光司)의 미스테리 공포 소설로, 1991년 6월 카도카와 서점에서 간행되었다. 본 사람은 저주에 걸려 일주일 후에 죽는 비디오의 공포와 그 내막을 쫓는 주인공을 그리고 있다.
《링》 시리즈의 첫 번째 작품으로, 속편으로 링 2 《라센》(螺旋)과 링 3 《루프》(Loop), 외전 《버스데이》(Birth Day)가 있다.

## 개요

### 내역
본 작품의 집필은 1989년 무렵으로 저자 스즈키는 아이를 돌보며 집필을 시작했다. 그가 늘 묵고 있던 사이타마현 지치부군 오가노정의 온천여관 미야모토케에 드나들며 집필을 계속하여 1년에 걸쳐 완성을 하게 되었다.

1989년 8월에 미스테리 소설상인 요코미조세이시상에 응모하였다. 내용이 오컬트적 요소가 강한 황당무계한 설정이나 호러적 결말을 쓰면서도 전체적으론 미스테리나 서스펜스 요소가 강하기도 했다. 하지만 이는 좁은 의미로써의 미스테리의 정의에 들어가진 않았다. 그 때문에 최종심사까진 남아있었지만 추리소설을 위한 요코미조세이시상이었기에 입선되진 못했다.

당시 스즈키는 데뷔하기 전이었는데 링 이후에 집필한 「낙원」이 일본판타지노벨대상에서 우수상을 받으며 데뷔했고 나중에 링도 1991년에 하드커버 초판본이 나왔다. 처음엔 대단한 선전도 없었으며 엄청난 화제가 되지도 않았고 초판 발행부수도 적었지만 점점 입소문이 퍼지며 1993년에 문고판이 나오고 나서부턴 부수가 늘어났다.

본 작품은 시리즈 4부작으로 누계800만부의 매상을 올리며 일본소설계의 대 베스트셀러가 되었다.

### 작품의 특징
희생자의 죽음에서 시작되는 도입부는 B급 호러물을 연상케도 한다. 한편 일주일이라고 하는 시간제한이 설정된 가운데, 희생자들에 의해 지워진 「저주를 푸는 주문」을 알아내기 위해 동분서주하는 중반은 정통적인 서스펜스 요소의 줄거리를 보여준다. 이 때 주인공이 이야기 진행 상 엉뚱한 행동을 하지 않고 정보수집과 추론을 구사하여 저주받은 비디오의 내역을 쫓는 구성에선 논리적인 필연성이 나타나는데 이는 다른 흔한 호러작품과 비교하면 독보적인 특징이라고 할 수 있다. 마지막엔 반전을 주어 독자를 놀라게 하는 구성으로 짜여있다.

### 속편의 방향성
본 작에서 행운의 편지로도 예를 들었던 「저주받은 비디오」와 그 정체는 속편 『라센』에선 인간에게 전염되는 바이러스의 소행으로 밝혀졌고, 그 속편 『루프』에선 컴퓨터 바이러스적인 것으로 바뀌는 등 점차 호러요소가 퇴색하고 SF요소가 나오는 내용으로 바뀌어간다. 또 『라센』은 전작 『링』을, 『루프』는 전작 『라센』을 각각 부정하며 작중의 내용 구도를 스스로 파괴하는 듯한 구상을 보여준다. 이를테면 평론가 오오모리 노조미는 『링』에서 그린 공포가 『라센』에서 과학적으로 해체되고, 대신하여 제시된 인류진화의 신화가 『루프』에서 비신격화가 되는 걸 지적한다. 이러한 특정 장르에 안주하지 않고 계속 독자의 예상을 깨는 모습은 전례없는 미지의 도착점에 계속 도전하려는 문맥으로 평가되는 한편, 『루프』에 사용된 수법이 대담한 터부(이전까지의 시리즈에 등장한 세계가 전부 인간에 의해 만들어진 가상현실이었다는 점)인 것이나 제1부작에 대한 "공포소설"로써의 평가를 부정하는 내용인 점을 지적받는다.

저자 스즈키에 의하면 1부작 『링』을 출판한 시점에서 이미 2부작 『라센』을 출판할 계획자체는 있었지만 실제 내용은 몇번이나 거듭 고쳐썼다고 한다. 또 『라센』의 집필 중엔 『루프』를 쓸 예정은 없었다고 한다.

## 줄거리
자신의 조카를 포함한 고등학생 그룹이 의문사한 사건을 조사하는 아사카와 카즈유키(淺川和行)는 이들이 일주일전에 간나미정의 별장에 묵고 있던 것을 알아낸다. 별장을 찾은 아사카와는 거기서 기괴한 내용이 담긴 비디오테이프를 발견한다. 그 비디오에는 이해할 수 없는 영상의 단편들이 찍혀있었고 「이걸 본 자는 일주일 후 이 시간에 죽는다.」라는 소리를 듣게 된다. 하지만 계속 이어져야 할 내용인 죽음을 피할 수 있는 방법은 이미 죽어버린 4명의 고등학생에 의해 지워져있었다.

아사카와는 고등학교 동창이자 대학교 철학과 강사인 친구 타카야마 류지(高山龍司)에게 상담한다. 타카야마도 아사카와가 복사를 해준 비디오를 보고 단순한 장난이 아님을 깨닫고 둘은 죽음이 찾아오기 전에 그 저주를 막기 위해 동분서주하게 된다. 그런 가운데 아사카와의 부인 시즈카(靜)와 딸 요코(陽子)도 비디오를 보고 만다.

저주를 풀기 위해 비디오를 찍은 자의 소원을 알아야만 했고 그를 위해선 비디오를 찍은 자를 찾아야만 했다. 타카야마는 비디오에 찍힌 몇 개의 특징에서 이게 보통 카메라로 촬영된 것이 아닌 초능력에 의한 수단을 쓴 염사(念寫)임을 밝혀낸다. 둘은 초능력에 관한 연구자의 기록이나 비디오 영상의 단편에 나오는 토지를 단서로 조사를 진행하여 이즈오섬 출신의 「야마무라 사다코」(山村貞子)라는 인물과 맞닥뜨리게 된다. 사다코가 예지나 투시능력을 지닌 「야마무라 시즈코」(山村志津子)라는 여성과 시즈코의 신봉자이며 심리학자인 이유 헤이하치로(伊熊平八郞)의 사이에서 생긴 딸이라는 것, 모친의 죽음으로 세상에 대하여 원한을 갖게 된 것, 그리고 사다코가 이미 죽었으며 현재 그 칸나미쵸의 별장 밑에 있는 우물 속에 잠들어 있다는 것을 알게 된다.

세상에 원한을 품고 죽은 야마무라 사다코의 시체를 건져올려 공양하면 저주가 풀릴 거라 생각한 둘은 물 속에서 사다코의 시체를 찾아낸다. 그 후 아사카와는 일주일이 지났지만 죽지 않았고 저주를 푸는데 성공한 것으로 보였다.

헌데 도쿄로 돌아온 타카야마는 비디오를 보고 딱 일주일이 되는 때 의문의 죽음을 맞이하고 만다. 타카야마에 대한 사다코의 저주는 아직 풀리지 않은 것이었다. 그럼 나는 왜 안 죽었을까? 그 이유를 「비디오를 복제하여 아직 안본 사람에게 보여준다.」라고 생각한 아사카와는 비디오를 본 부인과 딸을 살리기 위해 장인과 장모를 희생시키려한다. 아사카와는 이 비디오가 역병처럼 미친듯이 전 세계로 퍼지는 절망적인 미래를 떠올리며 먹구름이 짙게 깔린 하늘 밑에서 처자식을 지키기 위해 차를 몰아 집으로 향해간다.

## 다른 미디어
1995년과 1999년에 일본에서 드라마로 제작되었으며, 1996년엔 라디오드라마, 1998년엔 나카다 히데오 감독의 영화가 제작되었다. 특히 영화에선 사다코가 머리를 풀어헤치고 우물에서 나와 TV화면 밖으로 기어나오는 장면이 사람들에게 매우 강렬한 공포를 주었고, 이 장면은 수많은 패러디를 낳기도 하였다. 또 1999년엔 신은경 주연의 한국판이 제작되었다. 미국에서도 2002년 「The ring」으로 영화가 리메이크되었다.
기타 만화나 게임, 빠칭코도 있다.

## 참고 문헌
일본판
- 『링』하드커버판 1991년6월 발행、ISBN 4-04-872645-5.
- 『링』카도카와 호러문고판、1993년4월24일 발행、ISBN 4-04-188001-7.

한국판
- 『링』 윤덕주 譯 씨엔씨미디어 ISBN 89-87507-25-4